# 小行星2267
小行星2267（2267 Agassiz）是一颗绕太阳运转的小行星，为主小行星带小行星。该小行星于1977年9月9日发现。
該小行星以瑞士裔美國動物學家、地質學家路易·阿加西命名。

## 轨道参数
小行星2267的轨道半长轴为2.2172870 UA，离心率为0.138。
| 前一小行星： 小行星2266 | 小行星列表 | 後一小行星： 小行星2268 |